# 螺岗革命烈士纪念碑
螺岗革命烈士纪念碑，位于中国广东省肇庆市广宁县螺岗镇，主要纪念大革命时期—解放战争时期阵亡烈士。2004年11月，列入广宁县文物保护单位。